# Grand Prix (Filmfestivalen i Cannes)
 For alternative betydninger, se Grand Prix. (Se også artikler, som begynder med Grand Prix)
Grand Prix er en filmpris, der uddeles ved filmfestivalen i Cannes. Prisen tildeles af festivalens jury til en af de konkurrerende spillefilm. Prisen er festivalen næstmest prestigefyldte pris efter Guldpalmen.

## Historie
Prisen blev første gang uddelt i 1967. Prisen har med enkelte afbrydelser været uddelt siden, bortset fra enkelte år og har været uddelt siden, bortset fra i 1968 (festivalen blev aflyst grundet studenterurolighederne i Frankrig), i 1977 og i 2020 (festivalen aflyst grundet COVID-epidemien). Prisen er blevet delt at to film 10 gange, hvor juryens stemmer har været uafgjort (1967, 1971, 1976, 1978, 1989, 1990, 1994, 2011 og 2021-22). Andrej Tarkovskij, Bruno Dumont, Nuri Bilge Ceylan og Matteo Garrone har som de eneste vundet prisen to gange. Tre instruktørhold har delt prisen: Paolo og Vittorio Taviani for San Lorenzo-natten (1982), Jean-Pierre og Luc Dardenne for Drengen med cyklen (2011) og Joel og Ethan Coen for Inside Llewyn Davis (2013) ). Márta Mészáros var den første kvinde, der vandt prisen for 1984's Napló gyermekeimnek (distribueret internationalt som Diary for My Children).
Prisen hed ved oprettelsen Grand Prix Spécial du Jury. Ved festivalen i 1989 skiftede prisen navn til Grand Prix du Jury, og i 1995 blev navnet ændret til det nuværende.
Prisen skal ikke forveksles med Grand Prix du Festival International du Film (1939–1954; 1964–1974), der var festivalens mest prestigefyldte pris og en forløber for Guldpalmen.

## Vindere
| År                                     | Dansk el. int. titel                                 | Original titel                                        | Instruktør                             | Produceret i land                                         |
| 1960'erne                              | 1960'erne                                            | 1960'erne                                             | 1960'erne                              | 1960'erne                                                 |
| Givet som "Grand Prix Spécial du Jury" | Givet som "Grand Prix Spécial du Jury"               | Givet som "Grand Prix Spécial du Jury"                | Givet som "Grand Prix Spécial du Jury" | Givet som "Grand Prix Spécial du Jury"                    |
| -------------------------------------- | ---------------------------------------------------- | ----------------------------------------------------- | -------------------------------------- | --------------------------------------------------------- |
| 1967                                   | Ulykkesnatten                                        | Accident                                              | Joseph Losey                           | Storbritannien                                            |
| 1967                                   | Jeg har endog mødt lykkelige sigøjnere               | Skupljači perja                                       | Aleksandar Petrović                    | Jugoslavien                                               |
| 1969                                   | Oprøret i Ådalen                                     | Ådalen 31                                             | Bo Widerberg                           | Sverige                                                   |
| 1970'erne                              |                                                      |                                                       |                                        |                                                           |
| 1970                                   | Undersøgelse af en borger hævet over enhver mistanke | Indagine su un cittadino al di sopra di ogni sospetto | Elio Petri                             | Italien                                                   |
| 1971                                   | Johnny Got His Gun                                   | Johnny Got His Gun                                    | Dalton Trumbo                          | USA                                                       |
| 1971                                   | Taking Off                                           | Taking Off                                            | Miloš Forman                           | USA                                                       |
| 1972                                   | Solaris                                              | Солярис                                               | Andrej Tarkovskij                      | Sovjetunioen                                              |
| 1973                                   | Moderen og luderen                                   | La Maman et la putain                                 | Jean Eustache                          | Frankrig                                                  |
| 1974                                   | Tusind og en nat                                     | Il fiore delle Mille e una notte                      | Pier Paolo Pasolini                    | Italien, Frankrig                                         |
| 1975                                   | Gåden om Kaspar Hauser                               | Jeder für sich und Gott gegen alle                    | Werner Herzog                          | Vesttyskland                                              |
| 1976                                   | Den spanske ravn                                     | Cría Cuervos                                          | Carlos Saura                           | Spanien                                                   |
| 1976                                   | Marquise von O...                                    | Die Marquise von O...                                 | Éric Rohmer                            | Frankrig, Vesttyskland                                    |
| 1978                                   | Ciao maschio                                         | Ciao maschio                                          | Marco Ferreri                          | Italien, Frankrig                                         |
| 1978                                   | Skriget                                              | The Shout                                             | Jerzy Skolimowski                      | Storbritannien                                            |
| 1979                                   | Sangen om Sibirien                                   | Сибириада                                             | Andrej Kontjalovskij                   | Sovjetunionen                                             |
| 1980'erne                              |                                                      |                                                       |                                        |                                                           |
| 1980                                   | Min onkel fra Amerika                                | Mon oncle d'Amérique                                  | Alain Resnais                          | Frankrig                                                  |
| 1981                                   | Lysår herfra                                         | Les Années lumière                                    | Alain Tanner                           | Frankrig, Schweiz                                         |
| 1982                                   | San Lorenzo-natten                                   | La Notte di San Lorenzo                               | Paolo og Vittorio Taviani              | Italien                                                   |
| 1983                                   | Monty Python's The Meaning of Life                   | Monty Python's The Meaning of Life                    | Terry Jones                            | Storbritannien                                            |
| 1984                                   | Diary for My Children                                | Napló gyermekeimnek                                   | Márta Mészáros                         | Ungarn                                                    |
| 1985                                   | Birdy                                                | Birdy                                                 | Alan Parker                            | USA                                                       |
| 1986                                   | Offeret                                              | Жертвоприношение                                      | Andrej Tarkovskij                      | Sverige, Frankrig, Storbritannien                         |
| 1987                                   | Anger                                                | მონანიება                                             | Tengiz Abuladze                        | Sovjetunionen                                             |
| 1988                                   | En anden verden                                      | A World Apart                                         | Chris Menges                           | Storbritannien, Zimbabwe                                  |
| Givet som "Grand Prix du Jury"         |                                                      |                                                       |                                        |                                                           |
| 1989                                   | Mine aftener i Paradis                               | Nuovo Cinema Paradiso                                 | Giuseppe Tornatore                     | Italien                                                   |
| 1989                                   | For smuk til dig                                     | Trop belle pour toi                                   | Bertrand Blier                         | Frankrig                                                  |
| 1990'erne                              |                                                      |                                                       |                                        |                                                           |
| 1990                                   | The Sting of Death                                   | 死の棘                                                | Kōhei Oguri                            | Japan                                                     |
| 1990                                   | Tilaï                                                | Tilaï                                                 | Idrissa Ouedraogo                      | Burkina Faso, Schweiz, Frankrig, Tyskland, Storbritannien |
| 1991                                   | Den skønne strigle                                   | La Belle Noiseuse                                     | Jacques Rivette                        | Frankrig, Schweiz                                         |
| 1992                                   | Børnetyven                                           | Il Ladro di bambini                                   | Gianni Amelio                          | Italien                                                   |
| 1993                                   | Så fjern, så nær!                                    | In weiter Ferne, so nah!                              | Wim Wenders                            | Tyskland                                                  |
| 1994                                   | Brændt af Solen                                      | Утомлённые солнцем                                    | Nikita Mikhalkov                       | Rusland, Frankrig                                         |
| 1994                                   | At leve                                              | 活着                                                  | Zhang Yimou                            | Kina                                                      |
| Givet som "Grand Prix"                 |                                                      |                                                       |                                        |                                                           |
| 1995                                   | Odysseus' blik                                       | To Vlemma tou Odyssea                                 | Theo Angelopoulos                      | Grækenland                                                |
| 1996                                   | Breaking the Waves                                   | Breaking the Waves                                    | Lars von Trier                         | Danmark m.fl.                                             |
| 1997                                   | The Sweet Hereafter                                  | The Sweet Hereafter                                   | Atom Egoyan                            | Canada                                                    |
| 1998                                   | Livet er smukt                                       | La vita è bella                                       | Roberto Benigni                        | Italien                                                   |
| 1999                                   | L'humanité                                           | L'humanité                                            | Bruno Dumont                           | Frankrig                                                  |
| 2000'erne                              |                                                      |                                                       |                                        |                                                           |
| 2000                                   | Devils on the Doorstep                               | 鬼子来了                                              | Jiang Wen                              | Kina                                                      |
| 2001                                   | Pianisten                                            | La Pianiste                                           | Michael Haneke                         | Frankrig, Østrig, Tyskland                                |
| 2002                                   | Manden uden fortid                                   | Mies vailla menneisyyttä                              | Aki Kaurismäki                         | Finland                                                   |
| 2003                                   | Uzak                                                 | Uzak                                                  | Nuri Bilge Ceylan                      | Tyrkiet                                                   |
| 2004                                   | Oldboy                                               | 올드보이                                              | Park Chan-wook                         | Sydkorea                                                  |
| 2005                                   | Broken Flowers                                       | Broken Flowers                                        | Jim Jarmusch                           | Frankrig, USA                                             |
| 2006                                   | Flandres                                             | Flandres                                              | Bruno Dumont                           | Frankrig                                                  |
| 2007                                   | The Mourning Forest                                  | 殯の森                                                | Naomi Kawase                           | Japan                                                     |
| 2008                                   | Gomorrah                                             | Gomorra                                               | Matteo Garrone                         | Italien                                                   |
| 2009                                   | Profeten                                             | Un prophète                                           | Jacques Audiard                        | Frankrig                                                  |
| 2010'erne                              |                                                      |                                                       |                                        |                                                           |
| 2010                                   | Om guder og mænd                                     | Des hommes et des dieux                               | Xavier Beauvois                        | Frankrig                                                  |
| 2011                                   | Drengen med cyklen                                   | Le Gamin au vélo                                      | Jean-Pierre & Luc Dardenne             | Belgien, Frankrig                                         |
| 2011                                   | Once Upon a Time in Anatolia                         | Bir Zamanlar Anadolu'da                               | Nuri Bilge Ceylan                      | Tyrkiet, Bosnien og Herzegovina                           |
| 2012                                   | Reality                                              | Reality                                               | Matteo Garrone                         | Italien, Frankrig                                         |
| 2013                                   | Inside Llewyn Davis                                  | Inside Llewyn Davis                                   | Joel og Ethan Coen                     | USA, Storbritannien, Frankrig                             |
| 2014                                   | Miraklerne                                           | Le meraviglie                                         | Alice Rohrwacher                       | Italien, Schweiz, Tyskland                                |
| 2015                                   | Sauls søn                                            | Saul fia                                              | László Nemes                           | Ungarn                                                    |
| 2016                                   | Det er bare verdens undergang                        | Juste la fin du monde                                 | Xavier Dolan                           | Canada, Frankrig                                          |
| 2017                                   | 120 slag i minuttet                                  | 120 battements par minute                             | Robin Campillo                         | Frankrig                                                  |
| 2018                                   | BlacKkKlansman                                       | BlacKkKlansman                                        | Spike Lee                              | USA                                                       |
| 2019                                   | Atlantique                                           | Atlantique                                            | Mati Diop                              | Frankrig, Senegal, Belgien                                |
| 2020'erne                              |                                                      |                                                       |                                        |                                                           |
| 2021                                   | Kupé nr. 6                                           | Hytti nro 6                                           | Juho Kuosmanen                         | Finland, Tyskland, Estland, Rusland                       |
| 2021                                   | A Hero                                               | قهرمان                                                | Asghar Farhadi                         | Iran, Frankrig                                            |
| 2022                                   | Close                                                | Close                                                 | Lukas Dhont                            | Belgien, Nederlandene, Frankrig                           |
| 2022                                   | Stars at Noon                                        | Stars at Noon                                         | Claire Denis                           | Frankrig                                                  |
| 2023                                   | The Zone of Interest                                 | The Zone of Interest                                  | Jonathan Glazer                        | Storbritannien, Polen                                     |
| 2024                                   | All We Imagine as Light                              | All We Imagine as Light                               | Payal Kapadia                          | Indien, Frankrig, Italien, Nederlandene, Luxembourg       |
| 2025                                   | Affeksjonsverdi                                      | Affeksjonsverdi                                       | Joachim Trier                          | Norge                                                     |

## Flere vindere
Følgende har modtaget to eller flere Grand Prix-priser:
| Antal sejre | Instruktører      | Nationalitet  | Film                                            | Ref(s) |
| ----------- | ----------------- | ------------- | ----------------------------------------------- | ------ |
| 2           | Andrej Tarkovskij | Sovjetunionen | Solaris (1972) Offeret (1986)                   | [ 2 ]  |
| 2           | Bruno Dumont      | Frankrig      | L'humanité (1999) Flandres (2006)               | [ 3 ]  |
| 2           | Nuri Bilge Ceylan | Tyrkiet       | Uzak (2003) Once Upon a Time in Anatolia (2011) | [ 4 ]  |
| 2           | Matteo Garrone    | Italien       | Gomorra (2008) Reality (2012)                   | [ 5 ]  |

## Eksterne links
- Cannes Film Festivals officielle hjemmeside
- Liste over vindere af Grand Prix på IMDb.com